# Шабел
Шабел — гибрид двух игр: шашек и шахмат. Изобретён в 1993 году Леонидом Самутиным (см. «Магазин кроссвордов» № 15).
Шашки расставляются как в турецких шашках, шахматные фигуры занимают последние ряды. Пешек нет.
Цель игры: мат королю противника.
Сохранены все шашечные и шахматные правила. Шашкам бить обязательно, они могут бить и шашки, и фигуры. Шахматные фигуры и шашки могут бить и шашки, и фигуры по желанию. Король может быть рокирован с ладьей.
Новые возможности, которых нет в обычных шахматах:
- мат королём;
- шах и мат дамкой;
- закрытие короля от шаха дамкой с обратной нападению стороны;
- закрытый мат, в том числе и дамкой, то есть мат без шаха королю;
- тройной, и более шах